# Preußisches Untertanengesetz
Das Preußische Untertanengesetz (vollständig: Gesetz über die Erwerbung und den Verlust der Eigenschaft als Preußischer Untertan, sowie über den Eintritt in fremde Staatsdienste) vom 31. Dezember 1842 regelte erstmals die Staatsbürgerschaft für ganz Preußen.

## Entstehung
Nach den Befreiungskriegen wurde von 1815 bis 1842 die preußische Staatsangehörigkeit aufgrund verschiedenartiger Regelungen nach Anlass und Region verschieden gehandhabt. Die preußischen Agrarreformen mit der Aufhebung der Erbuntertänigkeit, Gutsuntertänigkeit und Schollengebundenheit, die Einführung des freien Güterverkehrs, der freien Berufswahl, die Bauernbefreiung, das Bevölkerungswachstum und die Umstrukturierung der Wirtschaft vom Agrar- zum Industriekapitalismus führten zu einer massenhaften Verelendung mit der Folge von zunehmender Binnenwanderung in Preußen und darüber hinaus. Angesichts der zunehmenden Mobilität wurde die Klärung der preußischen Staatsangehörigkeit für die Erteilung staatlicher Dokumente wie Auswanderungskonsens, Heimatschein und Reisepass notwendig.
Das bisherige Edikt Wegen der Auswanderung preußischer Unterthanen und ihrer Naturalisation in fremden Staaten von 1812 hatte die Militärpflicht sichergestellt und sich an der Abstammung von einem preußischen Untertanen orientiert. Preußischer Untertan war wiederum, wer zehn Jahre seinen gewöhnlichen Wohnsitz in preußischen Staaten hatte.
Die Vermeidung doppelter Untertanenschaft sollte im neuen Gesetz Konflikte angesichts des Kriegsdienstes vermeiden. Allerdings wurde als Akt restaurativer Adelspolitik den Erwerbern preußischer Rittergüter das Privileg des Homagialeides zugestanden. Der Wohnsitz war nicht mehr ausreichend zur Begründung der Staatsangehörigkeit, aber andererseits führte ein zehnjähriger unerlaubter Aufenthalt außerhalb Preußens zum Verlust der Staatsangehörigkeit. Die Aufnahme als Staatsangehöriger erfolgte jeweils durch individuelle Naturalisationsurkunde (Patentierung). Das Wohnsitzprinzip wurde für Preußen durch das Blut- und Abstammungsrecht ius sanguinis ersetzt.

## Ergänzende Gesetze
Das Untertanengesetz war vor dem Hintergrund der verbreiteten Armutsmigration mit drei weiteren Gesetzen inhaltlich abgestimmt:
- Gesetz über die Aufnahme neu anziehender Personen
- Gesetz über die Verpflichtung zur Armenpflege
- Gesetz über die Bestrafung der Landstreicher, Bettler und Arbeitsscheuen